# أليسيا بول ستوت
اليسيا بول ستوت (بالإنجليزية: Alicia Boole Stott) (و. 1860 – 1940 م) هي رياضياتية بريطانية، ولدت في كورك، توفيت في هايغيت، عن عمر يناهز 80 عاماً.

## التعليم
تعلمت في Queen's College, London ‏.

## جوائز
حصلت على جوائز منها:
- الدكتوراه الفخرية من جامعة خرونينغن ‏.